# ディズニー・イースター
- ディズニーパーク > 東京ディズニーリゾート
  - 東京ディズニーランド > 東京ディズニーランドのスペシャルイベントの一覧 > ディズニー・イースター
  - 東京ディズニーシー > 東京ディズニーシーのスペシャルイベントの一覧 > ディズニー・イースター

『ディズニー・イースター』（Disney's Easter）は、2014年より東京ディズニーリゾートで開催されている春季（4月〜6月期）のスペシャルイベントである。

## 概要
イースターイベントの前身として、2010年に初めて「ディズニー・イースターワンダーランド」が東京ディズニーランド (TDL)で開催され、2012年まで続けられていたが、2013年は「東京ディズニーリゾート30周年“ザ・ハピネス・イヤー”」により開催されなかった。
2014年より、「ディズニー・イースター」に名称を改めて開催されるようになった。

## 2014年
2014年4月2日から同年6月23日までの83日間開催された。

### 東京ディズニーランド
テーマは「ひみつのイースターガーデン」。パーク内いたるところにイースターバニーやイースターエッグのデコレーションが施され、シンデレラ城前のフォトロケーションでは、ウサギの耳をつけたミッキーマウスとミニーマウスが登場した。

#### エンターテイメント

##### ヒッピティ・ホッピティ・スプリングタイム
ヒッピティ・ホッピティ・スプリングタイム（Hippity-Hoppity Springtime）は、2014年のディズニー・イースター期間中に開催された昼のパレード。
ミッキーマウスが見つけた秘密のイースターガーデンを舞台にディズニーの仲間たちやイースターバニーと一緒にイースターのお祝いするパレードが新たに登場した。パレードは、途中ウエスタンランド/ファンタジーランド、プラザ、トゥモローランド/トゥーンタウンの3回停止し、ミッキーマウスとイースターバニーたちがゲストを巻き込み、イースターパーティーを繰り広げた。
公演情報
- 公演場所：パレードルート
- 公演時間：約40分（1日2回　※5月4日、5月5日は1日3回）
- 出演人数：約70名
- フロート台数：7台

| ユニットのテーマ | ユニットのテーマ                       | 出演キャラクター                       |
| ---------------- | -------------------------------------- | -------------------------------------- |
| ①                | イースターガーデンの入口               | ミスバニー、サンパー                   |
| ②                | エッグペイントを楽しむアトリエ         | チップ、デール、ブレア・ラビット       |
| ③                | エッグレースに備えて体力作りをするジム | グーフィー、マックス、ホワイトラビット |
| ④                | イースターエッグが隠されたガーデン     | ミッキーマウス、プルート               |
| ⑤                | イースターの楽しみ方を教えてくれる学校 | ラビット、ヒューイ、デューイ、ルーイ   |
| ⑥                | 色とりどりの野菜で飾られたキッチ ン    | ドナルドダック、デイジーダック         |
| ⑦                | イースターバニーの舞踏会               | ミニーマウス、クラリス、マリー         |

#### 体験プログラム

##### エッグハント・イン・東京ディズニーランド
パーク内のさまざまな場所にある“イースターエッグ”を探してパークを周遊する有料の体験プログラム。スタンダードコース（510円）と、エキスパートコース（1030円）の2種類用意された。正解のタマゴを見つけ出したゲストには、オリジナルグッズのプレゼントが用意されている。スタンダードコースでは、‘イースターエッグケース’に入った‘エッグオーナメント・ネックス トラップ’を、エキスパートコースでは、‘オリジナルバッグチャーム’となっている。受付は、プラザ内の「イベントブース」、「ロイヤルストリート・ベランダ」、「クレオズ」、「スペースプレース・フードポート」の4ヶ所で行われた。

#### デコレーション
シンデレラ城前のプラザには、イースターガーデンをモチーフにしたフォトロケーションが登場した。パレードのテーマに合わせ、イースターエッグを隠しに出かける準備をするミッキーマウスとミニーマウスや、野菜を収穫しているドナルドダックとデイジーダックなどが設置された。

#### その他
「ディズニー・イースター」スペシャルグッズが、約120種類販売された。
スペシャルメニューとして「クリスタルパレス・レストラン」では、スペシャルブッフェ“イースターパーティー”が開催され、その他イースターをイメージしたメニューが多数販売された。

## 2015年
2015年4月2日から同年6月23日までの83日間開催された。同年4月1日にはスニークプレビューが開催された。
昨年まで東京ディズニーランドでのみ開催していた本イベントを、本年から東京ディズニーシーでも展開し、2つのパークで同時開催するほか、ディズニーホテルやディズニーリゾートラインなど、東京ディズニーリゾート全体で展開された。

### 東京ディズニーランド
テーマは、昨年に引き続き「ひみつのイースターガーデン」。パーク内には、ディズニーキャラクターたちがイースターバニーと「ディズニー・イースター」を楽しむシーンを表現した様々なデコレーションが設置された。

#### エンターテイメント

##### ヒッピティ・ホッピティ・スプリングタイム (2015)
昨年（2014年）と基本的に同様。
昨年との変更点
- 停止してショーモードになった際のダンスと音楽が変更となり、「今日の運勢を占う“タマゴ占い”」となった。
- 出演者数が70人から85人に増加した。
- ミッキーマウス、ミニーマウスの衣装が新しくなった。
- パレードに小さなタマゴの手押し車が加わった。このため、各フロートの停止位置が2014年と異なることがある。

公演情報
- 公演場所：パレードルート
- 公演時間：約45分（1日2回〜3回）
- 出演人数：約85名
- フロート台数：7台

##### アトモスフィアプログラム
「東京ディズニーランド・バンド」と「バイシクルピアノ」がディズニー・イースターのコスチュームで登場した。

#### 体験プログラム

##### エッグハント・イン・東京ディズニーランド（2015）
内容は、昨年（2014年）と同様。受付が、昨年の4ヶ所に加わり「プラザ・レストラン」、「キャプテンフックス・ギャレー」の6ヶ所となった。

#### デコレーション
ミッキーマウスと仲間たちがイースターバニーと一緒にディズニー・イースターを楽しむ様々なシーンを表現したデコレーションが登場した。エントランスのミッキー花壇には、タマゴの形をした“タマゴ花”が 色とりどりに咲き、ミッキーマウスやグーフィーたちがエッグハントをしている様子のフォトスポットが新たに登場した。夜になると“タマゴ花”のつぼみが輝きはじめ、温かな光で辺りを灯す。イースターガーデンが広がるシンデレラ城前のプラザには、イースターバニーが集まるツリーハウスが登場。

#### その他
“Happy Egg Hunt! ”をテーマに、イースターガーデンでエッグハントを楽しむミッキーマウスと仲間たちが描かれたグッズや、パレードにも登場するイースターバニーをモチーフとしたグッズが、約40種類販売された。
スペシャルメニューとして楽しい要素がちりばめられたメニューや、エッグハントの楽しさを食事でも味わえるメニューが多数登場した。

### 東京ディズニーシー
初開催となる本年は、美しい花々やイースターエッグにより飾られた港で、飾りが付いた帽子「イースターボンネット」をかぶって春のおしゃれを楽しむスタイリッシュな「ディズニー・イースター」が開催された。

#### エンターテイメント

##### ファッショナブル・イースター
アメリカンウォーターフロントのグローリア・デ・モード（スタイルはアールヌーヴォー）、ロストリバーデルタのカルロッタ・マリポーサ（スタイルはマジックリアリズム）、マーメイドラグーンのP.A. オーシャン・シーマリン（スタイルはアクアポップ）、ミステリアスアイランドのヒューゴー・ベルジュール（スタイルはスチームパンク）の4人のファッションデザイナーとダンサーたちがミッキーと仲間たちと共に、自分たちのテーマポートのイースターファッションを紹介するショー。ミッキーマウスらはイースターファッションの紹介に胸を躍らせるが、デザイナーたちの実態は才能があるがプライドが高く、協調性のない問題児ばかりだった。そのせいでファッションショーはそれぞれが「自分の衣装が1番」と自慢し合い、醜い争いに発展することに。その光景を目の当たりにして「なんだか怖いわ」と狼狽えていたミニーマウスを慰めたミッキーマウスらの提案で、それぞれのファッションアイテムを分かち合い、交換し新しいファッションを産み出す。
2014年秋から行われていた改修工事によって新設された可動式ステージや拡張された鑑賞エリアで行われる初めてのショーとなる。
公演情報
- 公演場所：メディテレーニアンハーバー
- 公演時間：約30分（1日3回）
- 出演人数：約110名
- バージ台数：5台

| バージのテーマ     | 出演キャラクター               | ステージへの上陸 |
| ------------------ | ------------------------------ | ---------------- |
| アールヌーヴォー   | ミッキーマウス、ミニーマウス   | 上陸あり         |
| アールヌーヴォー   | ダッフィー、シェリーメイ       | 上陸なし         |
| スチームパンク     | ドナルドダック、デイジーダック | 上陸あり         |
| スチームパンク     | スティッチ                     | 上陸なし         |
| マジックリアリズム | グーフィー、マックス           | 上陸あり         |
| マジックリアリズム | ホセ・キャリオカ、パンチート   | 上陸なし         |
| アクアポップ       | チップ、デール                 | 上陸あり         |
| アクアポップ       | クラリス                       | 上陸なし         |

##### アトモスフィアプログラム
アメリカンウォーターフロントでは、「東京ディズニーシー・マリタイムバンド」がイースターの コスチュームで登場するほか、ウォーターフロントパークに登場するカラフルなタマゴや花で彩られた“ニューヨーク・イースターフェア”には、「ファン・カストーディアル」が登場し、 賑やかにフェアを盛り上げた。

#### デコレーション
メディテレーニアンハーバーとアメリカンウォーターフロントを中心に、アーティスティックにデザインされたイースターエッグやカラフルな花などで彩られたデコレーションが施された。ケープコッドでは、“ダッフィーのイースターフェア”を開催。初登場となる小さな花々でできたジェラトーニのオブジェや、ジェラトーニが描いたイースターエッグ、ダッフィーがジェラトーニに習って描いたイースターエッグが飾られ、ケープコッドならではの手作り感あふれるイースターを展開。

#### その他
“ファッション”をテーマに、「ファッショナブル・イースター」に登場する華やかな衣装で着飾ったミッキーマウスと仲間たちが描かれたグッズや、イースターのファッションアイテムの一つであるボンネットをモチーフにしたファンキャップやカチューシャなど約40種類のスペシャルグッズが販売された。また同年3月27日より発売のダッフィー関連グッズでは、ケープコッドにやってきたジェラトーニと一緒に、ダッフィーやシェリーメイがエッグペイントを楽しむ様子をデザインしたグッズが約50種類登場した。
スペシャルメニューとして、春らしい料理のなかに“おしゃれ”なエッセンスを加えたメニューが展開された。
メディテレーニアンハーバーやアメリカンウォーターフロントの一部の施設では、コスチュームに合わせてデザインされたボンネットや、ボンネット風の飾りが付いたハットを着用したキャストが登場した。

#### ディズニーホテル
3つのホテルでディズニーの仲間たちをモチーフにしたイースターエッグや「ディズニー・イースター」のコスチュームに身を包んだディズニーの仲間たちを描いた 限定デザインのルームキーが用意された。ディズニーアンバサダーホテルには「ディズニー・イースター」のデコレーションを施した客室や、 エッグハントプログラムが登場。東京ディズニーランドホテルでも宿泊ゲストを対象としたエッグハントプログラムを実施。各ホテルのレストラン＆ラウンジでは、彩り豊かな春の食材を使用したメニューや、 ディズニーの仲間たちをデザインしたオリジナルグッズ付きのメニューなどが用意された。

#### ディズニーリゾートライン
「ディズニー・イースター」開催にあわせて、イベントに連動した期間限定デザインフリーきっぷを2種類販売された。また、リゾートゲートウェイ・ステーションにタマゴなどのデコレーションが登場するほか、各ステーションのホームドアには「ディズニー・イースター」と連動したデコレーションが施された。

## 2016年
2016年3月25日から同年6月15日までの83日間開催された。本年は、「東京ディズニーシー15周年“ザ・イヤー・オブ・ウィッシュ”」開催のため、東京ディズニーランドでのみでの開催となった。

### 東京ディズニーランド
テーマは、2014年、2015年に引き続き「ひみつのイースターガーデン」。ミッキーマウスが開催するイースターエッグレースをテーマにイベントが開催される。

#### エンターテイメント

##### ヒッピティ・ホッピティ・スプリングタイム (2016)
今年、ディズニーの仲間たちは、うさぎの耳をモチーフにした“うさみみ”を付け新しいコスチュームで登場するほか、音楽も一新された。途中3カ所でパレードが停止すると、ミッキーマウスが主催するイースターエッグレースがスタート。エッグレースマスターに任命されたミッキーマウスの掛け声のもと、ディズニーの仲間たちやイースターバニーたちがゲストを巻き込み、賑やかにエッグレースを繰り広げる。
公演情報
- 公演場所：パレードルート
- 公演時間：約40分（1日2回〜3回）
- 出演人数：約100名
- フロート台数：7台

| ユニットのテーマ | ユニットのテーマ                         | 出演キャラクター                          |
| ---------------- | ---------------------------------------- | ----------------------------------------- |
| ①                | イースターガーデンの入口                 | ミニーマウス、ホワイトラビット            |
| ②                | エッグペイントに挑戦する愉快なアトリエ   | グーフィー、マックス、 ブレアラビット     |
| ③                | エッグハントを楽しむヘンテコなガーデン   | サンパー、ミス・バニー                    |
| ④                | エッグレースに備えて体力作りをするジム   | ミッキーマウス、ドナルドダック、 プルート |
| ⑤                | イースターの楽しみ方を教えてくれる学校   | ヒューイ、デューイ、ルーイ、ラビット      |
| ⑥                | イースターバニーの大好物をつくるキッチン | チップ、デール                            |
| ⑦                | イースターバニーの舞踏会                 | デイジーダック、クラリス、マリー          |

昨年との変更点
- フロートに乗るキャラクターの組み合わせが変更された。
- 停止してショーモードになった際のダンスと音楽が変更され、ミッキーマウス主催のエッグレースが繰り広げられる。
- 出演者数が85人から100人に増加した。
- キャラクターの衣装が、「うさみみ」をモチーフとした衣装に変更された。
- ジムフロートとガーデンフロートの順番が入れ替えられた。

#### アトモスフィアプログラム
「東京ディズニーランド・バンド」と「バイシクルピアノ」が「ディズニー・イースター」のコスチュームで登場した。

#### 体験プログラム

##### エッグハント・イン・東京ディズニーランド（2016）
本年よりコースの種類が3種に増え、ビギナーコース（510円）、エキスパートコース（1030円）、マスターコース（1030円）となった。賞品として各コースごとにメダルが用意されている。「イベントブース」、「アイスクリームコーン」、「クレオズ」ではすべてのコースを、「スペースプレース・フードポート」、「トゥーントーン・トリート」、「キャプテンフックス・ギャレー」ではビギナーコースのみの受付。

#### デコレーション
ディズニーの仲間たちがイースターバニーと一緒にひみつの“イースターガーデン”でエッグレースを楽しんでいる様子を表現したデコレーションのほか、カラフルにペイントされた たくさんのタマゴのデコレーションが設置された。

#### その他
“うさみみ”カチューシャやサンバイザー、パレードで繰り広げられるエッグレースをディズニーの仲間たちと一緒に盛り上げるための応援グッズとして、フラッグや ポンポンなどスペシャルグッズが約130種類販売された。
「グランマ・サラのキッチン」、「キャプテンフックス・ギャレー」ではスペシャルセットを販売するなど、イースターの楽しさを食事でも味わえるカラフルでスペシャルメニューが約15種類登場した。

#### ディズニーホテル
ディズニーアンバサダーホテルと東京ディズニーランドホテルでは期間中、ルームキーが「ディズニー・イースター」のコスチュームに身を包んだディズニーの仲間たちを描いた限定のデザインとなるほか、ホテルごとにデザインの異なるタマゴ型のポストカード2種類が全客室に用意された。また、ディズニーアンバサダーホテルには「ディズニー・イースター」のデコレーションを施した客室が登場。その他、無料のエッグハントプログラムも用意されている。さらに各ホテルのレストランとラウンジでは、季節の食材を使用し、春の訪れを感じさせる彩り豊かなスペシャルメニューが提供される。

#### ディズニーリゾートライン
「リゾートゲートウェイ・ステーション」にディズニーの仲間たちをモチーフにしたイースターエッグのデコレーションが登場。また、「ディズニー・イースター」に連動した、期間限定デザインフリーきっぷも販売された。

## 2017年
2017年4月4日から同年6月14日までの開催。4月3日にはマスコミ向けのプレスプレビューが開催された。また、関連グッズも4月3日から販売開始されている。

### 東京ディズニーランド
2017年は新キャラクターうさたまというタマゴにウサギの耳が付き、ミッキーマウスのような手脚の付いたオリジナルキャラクターが登場し、グッズやパレード、パーク内の装飾に用いられている。

#### うさたま大脱走!
2017年より新規開催となる昼のパレード。ミッキーマウスらは「うさたまチェイサー」となって、巨大な掃除機や虫取り網で、うさたまを追いかけるパレード。『ズートピア』のジュディ・ホップスとニック・ワイルドが東京ディズニーリゾートに初登場する。
JAL（日本航空）が協賛となっており、パレードの最後にはJALのロゴマークがデザインされたカートが登場する。
英語名は「Usatama on the Run!」
公演場所パレードルート
公演時間約45分（1日2回〜3回）
出演人数約90名
フロート台数7台

#### エッグハントプログラム〜“うさたま”を探せ!〜
2017年は無料プログラムとなった。
無料の専用マップが配布されており、うさたまの目撃情報が記載されている。東京ディズニーランドのパーク中に逃げ出したうさたまを探しながらゴールを目指す。ゴールまでたどり着くと、プログラム達成の証としてオリジナルシールがプレゼントされる。

### 東京ディズニーシー
2016年はTDS15周年イベント「東京ディズニーシー15周年“ザ・イヤー・オブ・ウィッシュ”」開催でイースターイベントは行われなかったため、今年は2年ぶりの開催となった。

#### ファッショナブル・イースター (2017)
2015年版を経て、アメリカンウォーターフロント、ロストリバーデルタ、マーメイドラグーン、ミステリアスアイランドの各テーマポートを代表するアーティストたちは、一緒に登場する。
2017年版では、ファッショントレンドとして「イースターバニーボンネット」を各アーティストが自分の考案したものを紹介する。しかし、やはりと言うか次第に各アーティストたちは2015年版と同様に自分たちのファッションが一番だと主張し始める。困ったミッキーマウスが「あの人たち、やっぱり自分が一番なんだね」と言い出し、他のディズニーキャラクターとともに「ファッションは個性、順番はつけられない」「いろいろな個性があるから楽しい」と歌い始めたことで、各アーティストは互いを認め合う素晴らしさに気が付く。
公演場所メディテレーニアンハーバー
公演時間約25分（1日3回）
出演人数約115名
バージ台数5台

## 2018年
東京ディズニーランドは東京ディズニーリゾート35周年“Happiest Celebration!”の開催となるため、東京ディズニーシーのみでの開催となった。2018年3月27日から同年6月6日に開催。
東京ディズニーシー・ホテルミラコスタのレストランでは、2018年3月20日よりディズニー・イースターをイメージしたメニューを提供。
ディズニーリゾートラインでは、ディズニー・イースターをデザインしたフリーきっぷを販売するほか、車両内をディズニー・イースターでデコレーションしたラッピング列車を運行。

### 東京ディズニーシー

#### ファッショナブル・イースター (2018)
フィナーレに「東京ディズニーリゾート35周年“Happiest Celebration!”」のテーマソングが使用された。
2015年版、2017年版で互いに争うこともあった4人のデザイナーたちだったが、2018年版では互いの個性あるファッションを讃え合う。その様子を喜んだミッキー、ミニー、シェリーメイ、ジェラトーニ、チップ、デール、グーフィー、ドナルド、デイジーはショーの途中で異なるファッションテーマのコスチュームに早着替えを披露する。
早着替えによる新コスチューム
- ミッキーマウス、グーフィー → スチームパンク
- ミニーマウス、デイジーダック、シェリーメイ → アクアポップ
- チップとデール → アールヌーヴォー
- ドナルドダック、ジェラトーニ → マジックリアリズム

ダッフィー、マックス、ホセ・キャリオカ、パンチート、クラリス、スティッチは早着替え無し。
また、2018年で新登場となるステラ・ルーはアールヌーヴォーの衣装となる。
公演場所メディテレーニアンハーバー
公演時間約25分（1日2回〜3回）

#### エッグハント・イン・東京ディズニーシー
購入した専用マップに書かれたヒントをもとに、東京ディズニーシー内に隠れたタマゴを探す有料プログラム。

#### アトモスフィア・エンターテイメント
東京ディズニーシー・マリタイムバンドがイースターの衣装で登場し、「東京ディズニーリゾート35周年“Happiest Celebration!”」テーマソングを演奏する。

#### フォトロケーション
ウォーターフロントパークにランウェイを模したフォトロケーションが新規に設置される。
昨年登場したイースターエッグを模したフォトロケーションもメディテレーニアンハーバーに設置される。

## 2019年
2019年4月4日から同年6月2日の期間で開催。

### 東京ディズニーランド
2年ぶりのディズニー・イースター開催。

#### うさたま大脱走! (2019年)
2017年に開催された「うさたま大脱走!」が再演された。

##### 公演情報
- 公演場所:パレードルート
- 公演時間:約45分
- 公演回数:1日2回
- 出演者数:約90人
- フロート台数:7台

東京ディズニーランド・バンド、バイシクルピアノ、オーパス・ファイブ、ファン・メンテナンスが期間限定のスペシャルバージョンとして公演。

### 東京ディズニーシー
新登場のキャラクター“うさピヨ”をモチーフとして、パーク内にはフォトロケーションやデコレーションが飾られる。

#### うさピヨ
「ヒヨコが描かれたイースターエッグを見つけたミニーマウスとデイジーダックが、描かれていたヒヨコにウサギの耳を描き加えたところ、イースターエッグからウサギの耳のある“うさピヨ”が孵った」という設定。

#### Tip-Topイースター
ミッキーはうさピヨと遊ぼうとイースター・ファンフェア（funfair、移動遊園地）を開催する。エンターテイナーたちが、ビッグボイスコンテスト（大声コンテスト）、ダンスコンテストやマジックなどのショーを繰り広げる。うさピヨたちもミッキーやエンターテイナーたちの真似をしてショーに参加するが、生まれたばかりのうさピヨは、なかなか上手くこなせない。それでも一生懸命なうさピヨたちの活躍で、イースター・ファンフェアは盛り上がる。

##### 公演情報
- 公演場所:メディテレーニアンハーバー
- 公演時間:約25分
- 公演回数:1日3回
- 出演者数:約130人
- 船の数:5隻

##### 出演キャラクター
ミッキーマウス、ミニーマウス、ドナルドダック、デイジーダック、グーフィー、チップ、デール、プルート、ダッフィー、シェリーメイ、ジェラトーニ、ステラ・ルー

#### アトモスフィア・エンターテイメント
東京ディズニーシー・マリタイムバンド、ファン・カストーディアルが期間限定のスペシャルバージョンとして公演。

## 2020年
2020年3月27日から同年6月12日に開催予定であったが、新型コロナウイルス感染症の流行の影響で開催中止とする発表が、同年6月23日になされた。

## 2021年
イベントの開催ではないが、いくつかのプログラムが行われている。
東京ディズニーランド
- 5月12日よりうさたまのグッズを販売[37]。

- ディズニースナップフォトにイースターデザインが登場[38]。

東京ディズニーシー
- ミッキー&フレンズのハーバーグリーティングにうさぴよが登場（5月12日〜6月30日）[39]。

- イースターメニューの販売（3月30日〜6月30日）[40]。

- 5月12日よりうさぴよのグッズを販売[41]。

- ディズニースナップフォトにイースターデザインが登場[38]。

ディズニーホテル
- ディズニー・イースターのメニューを販売[42][43]。

ディズニーリゾートライン
- ディズニー・イースターのフリーきっぷを販売[44]。

## 2022年

### 東京ディズニーランド
東京ディズニーランドで同名のスペシャルイベントが開催されるのは3年ぶり。4月1日から6月30日まで開催。

#### うさたま大脱走!（2022）
ディズニーの仲間たちが、ウサギの耳がついたヘンテコなタマゴのキャラクター「うさたま」とドタバタ大騒動を繰り広げるパレード。例年から内容を一部変更して公演される。

## 関連作品
- 『イースター・パレード』 - 1948年製作の映画。「イースターワンダーランド」同様、劇中歌「イースター・パレード（英語版）」がヒッピティ・ホッピティ・スプリングタイムのパレード中や、パレード前の振り付けを覚えるパート（イースターワンダーランドのパレード開始前に流れるものと同じもの）で流れる。また、「ファッショナブル・イースター(2017, 2018)」でも使用されている。
- 「ミニーのリトル・スプリング・トレイン」- ディズニーランド・パリで2015年から公演されているイースターイベントのパレード。ヒッピティ・ホッピティ・スプリングタイムと同様の楽曲「SUNNY BUNNYLAND」を使用したパレード。こちらも春季のスペシャルイベント。